# Монтгомери (округ, Техас)
Округ Монтгомери (англ. Montgomery county) — округ штата Техас Соединённых Штатов Америки. На 2000 год в нём проживало 293 767 человек. По оценке бюро переписи населения США в 2009 году население округа составляло 447 718 человек. Окружным центром является город Конро.

## История
Округ Монтгомери был сформирован в 1837 году. Он был назван по названию города Монтгомери.

## География
По данным бюро переписи населения США площадь округа Монтгомери составляет 2789 км², из которых 2704 км² — суша, а 85 км² — водная поверхность (3,04 %).

### Основные шоссе
- Федеральная автострада 45
- Шоссе 59
- Автострада 105

### Соседние округа
- Уолкер (север)
- Сан-Джасинто (северо-восток)
- Либерти (восток)
- Харрис (юг)
- Уоллер (запад)
- Граймс (северо-запад)